# Акиллини, Джиованни Филотео
Джиованни Филотео Акиллини (итал. Giovanni Filoteo Achillini, лат. Joannes Philotheus Achillinus; 1466, Болонья — 1538, там же) — итальянский учёный, философ, поэт, ренессансный гуманист.

## Биография
Младший брат философа Алессандро Акиллини. Занимался греческим языком, латынью, теологией, философией, музыкой, коллекционированием древностей, юриспруденцией, поэзией и т. д., но не преуспел ни в одной конкретной области. Поэзия была наиболее примечательным из его занятий.
Автор дидактических стихотворений, из которых наиболее известны «II Viridario» (Болонья, 1513) и «II Fedele» (Болонья, 1523), написал ещё «Annotazioni della lingua volgare» (Болонья, 1536). Основное стихотворение, «II Viridario», содержит восхваление многих его современников в литературе с уроками морали. Акиллини также написал работу «Annotazioni della volgar lingua» с замечаниями по итальянскому языку, выражая пренебрежительное отношение к тосканскому диалекту и восхваляя болонский, который он использовал в своих стихах. Акиллини выражал убеждённость в том, что народный болонский язык может стать моделью литературного языка, действительной для всего полуострова.
Д. Акиллини был также музыкантом и нумизматом и коллекционировал греческие и латинские тексты.
Его внук Клавдио Акиллини стал весьма известным в Италии учёным и поэтом.

## Сочинения
- Collettanee Grece Latine e Vulgari, Bazaleri, Bologna 1504
- Viridario, Girolamo di Plato, Bologna 1513
- Il Fidele, Girolamo di Plato, Bologna 1523
- Annotazioni della volgar lingua, Bonardo da Parma e Marcantonio da Carpi, Bologna 1536
- Due epistole, s. d., Misc. 6521.5, Biblioteca Marciana, Venezia